# Kimbédi
Kimbédi est une localité minière de la République du Congo, située dans le district de Mindouli et le département du Pool, sur la ligne de chemin de fer Congo-Océan reliant Mindouli à Loutété.

## Climat
Kimbédi est doté d'un climat de savane de type Aw selon la classification de Köppen, avec des précipitations beaucoup plus importantes en été qu'en hiver. La température moyenne annuelle est de 23,3 °C et les précipitations sont en moyenne de 707,9 mm.

## Histoire
C'est un ancien poste colonial, créé par Albert Dolisie en 1896.

## Économie
On y exploite des dioptases et d'autres minéraux.

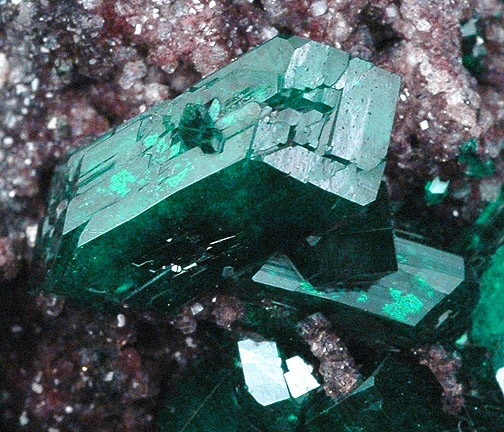
Dioptase.
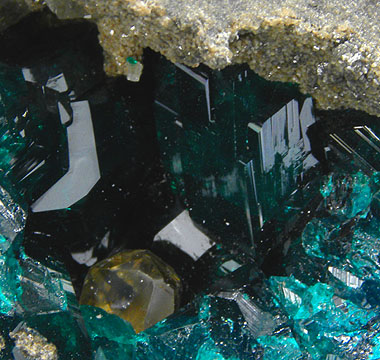
Dioptase et cérusite.
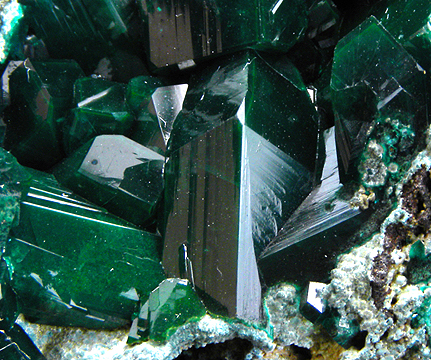
Dioptase et planchéite.
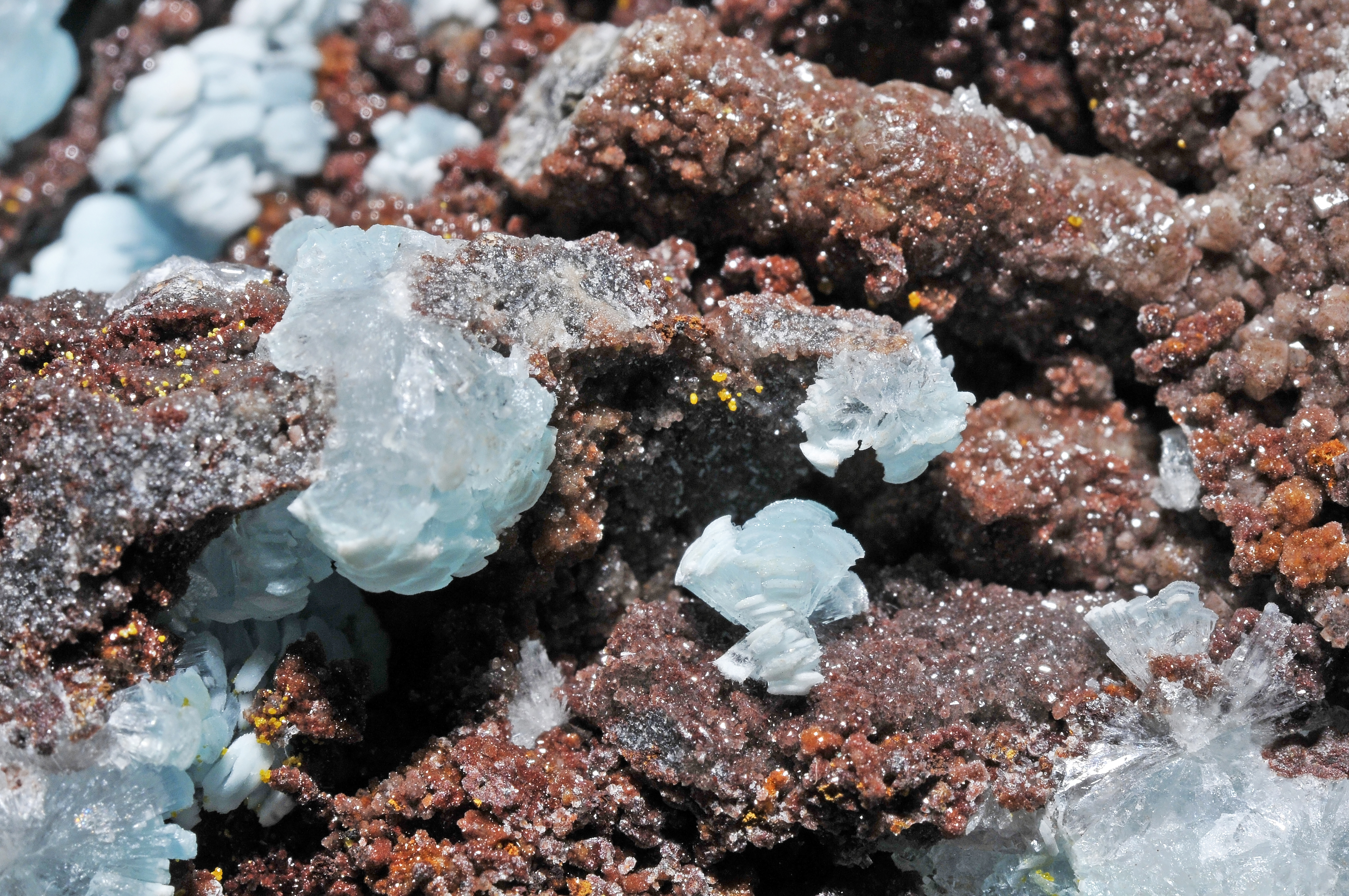
Hémimorphite et wulfénite.